# Torneo Acropolis 2008
Il Torneo Acropolis 2008 si è svolto dal 7 al 9 luglio 2008.

Gli incontri si sono svolti nell'impianto ateniese "Olympiahalle".

## Squadre partecipanti
1. Australia
2. Brasile
3. Croazia
4. Grecia

## Risultati
| Atene 7 luglio , ore 18:30 | Australia | 69 – 71 | Croazia | Olympiahalle |

| Atene 7 luglio , ore 21:00 | Grecia | 72 – 65 | Brasile | Olympiahalle |

| Atene 8 luglio , ore 18:30 | Brasile | 86 – 77 | Croazia | Olympiahalle |

| Atene 8 luglio , ore 21:00 | Grecia | 89 – 69 | Australia | Olympiahalle |

| Atene 9 luglio , ore 18:30 | Brasile | 84 – 89 | Australia | Olympiahalle |

| Atene 9 luglio , ore 21:00 | Grecia | 77 – 64 | Croazia | Olympiahalle |

## Classifiche

### Classifica finale
| Pos. | Team      | Punti | Pf - Ps   |
| ---- | --------- | ----- | --------- |
| 1.   | Grecia    | 6     | 238 – 198 |
| 2.   | Brasile   | 2     | 235 - 238 |
| 3.   | Croazia   | 2     | 212 – 232 |
| 4.   | Australia | 2     | 227 – 244 |

### Classifica marcatori
| Pos. | Giocatore          | Punti |
| ---- | ------------------ | ----- |
| 1.   | Vasilīs Spanoulīs  | 46    |
| 2.   | Antōnīs Fōtsīs     | 45    |
| 3.   | Marcelinho Huertas | 43    |
| 4.   | Marcelinho         | 40    |
| 5.   | Chris Anstey       | 40    |

## MVP
| Titolo | Giocatore      |
| ------ | -------------- |
| MVP    | Antōnīs Fōtsīs |